# سنت-آن-ده-پلن، کبک
سنت-آن-ده-پلن (به فرانسوی: Sainte-Anne-des-Plaines) شهرکی در منطقه شهری ترز-دو-بلنویل ناحیه لورانتید در استان کبک کانادا است. در سرشماری سال ۲۰۱۱ این شهرک ۱۳٬۵۵۱ نفر جمعیت داشته‌است و مساحت آن ۹۲٫۲۲ کیلومتر مربع است.